# Anna (prenume)
Anna este un prenume feminin.

## Personalități
Printre cele mai cunoscute persoane și personaje cu acest nume se pot enumera:
- Anna de Austria (1528 - 1590), ducesă de Bavaria;
- Anna de' Medici (1616 – 1676), arhiducesă de Austria;
- Anna Ahmatova (1889 - 1966), poetă rusă;
- Anna Karenina, personajul principal al romanului omonim;
- Anna Lesko (n. 1979), cântăreață română din Republica Moldova.